# Колпоскопия
Колпоскопия (от гръцки: колпо – „влагалище“, скопия – „наблюдавам“) е рутинно гинекологично изследване, при което влагалището, шийката на матката и матката се наблюдават със специален микроскоп (колпоскоп), като увеличението може да е от 6 до 40 пъти. Процедурата е бърза, не е болезнена и се извършва без упойка. Методът е разработен през 1925 г. от Ханс Хинзелман.
Колпоскопията се използва за ранно разпознаване на предракови състояния, ракови процеси, както и за установяване на рак на шийката на матката при жените. С нейна помощта се диагностицират изменения на матката и на лигавицата на шийката на матката:
- тъканни дефекти;
- малки аденоми или нараствания;
- леки вътрешни кръвотечения.

## Процедура
Гинекологът поставя малък метален инструмент във влагалището (спекулум), с помощта на който влагалището леко се разтваря. Това дава възможност шийката на матката да бъде огледана добре.
Лигавицата на шийката на матката се намазва с разредена оцетна киселина и след това с йодна тинктура. Обикновено клетките на лигавицата се оцветяват в кафеникаво. При атипични, променени клетки, например при злокачествено изменение или предраков процес, не се наблюдава кафяво оцветяване. Тези области се наричат йоднонегативни.
Ако гинекологът забележи подобни области, които дават основание за подозрение за злокачествени промени, се прави цитонамазка на съмнителната тъкан и/или биопсия.